# Mobile Suit Gundam: Iron-Blooded Orphans
Mobile Suit Gundam: Iron-Blooded Orphans (機動戦士ガンダム 鉄血のオルフェンズ?, Kidō Senshi Gandamu Tekketsu no Orufenzu), chiamato anche G-Tekketsu (Gの鉄血?) è un anime che fa parte della metaserie Gundam, prodotto dallo studio Sunrise nel 2015.
L'anime è composto da due serie: la prima è stata trasmessa in Giappone dal 4 ottobre 2015 al 27 marzo 2016, per un totale di 25 episodi. La seconda è stata trasmessa dal 2 ottobre 2016. In Italia l'anime è stato trasmesso sottotitolato in italiano da Daisuki e Wakanim, in contemporanea col Giappone, e da Crunchyroll e VVVVID, a una settimana di distanza dalla trasmissione in Giappone.
Un adattamento manga viene pubblicato su Gundam Ace dal 26 ottobre 2015 e uno spin-off intitolato Gekkō dal 26 aprile 2016.

## Trama
Siamo nel Post Disaster 323: sono passati trecento anni dalla guerra nota come "Calamity War", un grande conflitto tra Terra e Marte. Il pianeta rosso è stato terraformato e colonizzato dall'uomo, ma i marziani vogliono la libertà dal governo terrestre.
Il protagonista è un orfano chiamato Mikazuki Augus, che fa parte di un gruppo di ragazzi che come lui lavorano per la compagnia di sicurezza privata CGS (Chryse Guard Security) nella città marziana di Chryse. Ai membri della CGS viene assegnato il compito di proteggere e scortare Kudelia Aina Bernstein, figlia del Primo Ministro di Chryse, intenzionata a viaggiare verso la Terra e chiedere ai governi di rendere la sua nazione indipendente.
Ma la scorta in partenza viene attaccata dal gruppo Gjallarhorn, organizzazione militare sotto il controllo del governo terrestre, per fermare il movimento indipendente. Per permettere la loro fuga durante l'attacco, gli adulti della CGS sfruttano i ragazzi come esche: per risposta il leader dei giovani orfani, Orga Itsuka, decide di ribellarsi e tentare un colpo di Stato. Per difendersi dal nuovo conflitto, Mikazuki guida un vecchio Mobile Suit della Calamity War, il Gundam Barbatos, alimentato da un reattore nucleare e in grado di rubare armi e parti dai nemici per diventare più forte.

## Personaggi

### Brigata Tekka
Brigata Tekka (鉄華団?, Tekkadan, lett. Fiore di ferro) è un gruppo mercenario formata dai membri del terzo battaglione della CGS (Chryse Guard Security) e altri disertori. La sua missione è scortare e proteggere Kudelia Aina Bernstein nel suo viaggio verso la Terra. È alleata con il gruppo Teiwaz.
Mikazuki Augus (三日月・オーガス?, Mikazuki Ōgasu)
Doppiato da: Kengo Kawanishi
Bambino soldato orfano che lavora per la CGS poi asso della Brigata. Guida il Gundam ASW-G-08 Barbatos. Amico d'infanzia di Orga e ottimo pilota, grazie al sistema Alaya-Vijnana, un sistema interfaccia uomo-macchina installato nella sua colonna vertebrale. Non è molto sociale e non è interessato alla donne. Come tanti altri ragazzi è analfabeta ma con l’aiuto di Kudelia impara a leggere e scrivere. Il suo sogno è aprire una fattoria.
Orga Itsuka (オルガ・イツカ?, Oruga Itsuka)
Doppiato da: Yoshimasa Hosoya
Leader della terza divisione della CGS, poi della brigata Tekka. Ha ottime abilità da leader ed è attento verso i suoi compagni e le loro vite, in particolare con Mikazuki. Tramite la cerimonia del patto di sangue è diventato fratello con Naze Turbine.
Biscuit Griffon (ビスケット・グリフォン?, Bisuketto Gurifon)
Doppiato da: Natsuki Hanae
Ufficiale, consigliere strategico di Orga, unito alla GSC per aiutare la sua famiglia. Ama leggere. Lascia Tekka dopo il suicidio di suo fratello maggiore, dovuto alle azioni della brigata e ai modi di Orga, ma ritorna per aiutare i suoi compagni. Viene ucciso dall'attacco di Carta Issue.
Eugene Seven Stark (ユージン・セブンスターク?, Yūjin Sebunstāku)
Doppiato da: Yuichiro Umehara
Precedente leader della terza divisione della CGS. Ha un rancore verso Orga con cui spesso litiga ma tra i due c'è una stima reciproca. È il comandatane della nave Isaribi.
Norba Shino (ノルバ・シノ?, Noruba Shino)
Doppiato da: Taishi Murata
Ufficiale specializzato in scontri a mano. Pilota il Mobile Worker Ryusei-Go.
Akihiro Altland (昭弘・アルトランド?, Akihiro Arutorando)
Doppiato da: Yasuaki Takumi
Leader della CGS dei "rifiuti umani", ovvero giovani ragazzi, trasformati in schiavi per lavori pericolosi. È stato venduto da bambino, assieme al fratello Masahiro, di cui ha perso le tracce. È il pilota migliore della brigata, dopo Mikazuki, con cui ha una rivalità amichevole e spesso si propone a partecipare a missioni pericolose. Dopo la morte di suo fratello pilota il Gundam Gusion.
Dante Mogro (ダンテ・モグロ?, Dante Moguro)
Doppiato da: Daiki Hamano
Membro dei "rifiuti umani", specializzato in guerra elettronica.
Chad Chadan (チャド・チャダーン?, Chado Chadān)
Doppiato da: Haruki Ishiya
Membro dei "rifiuti umani", che lavora sul ponte della Isaribi.
Takaki Uno (タカキ・ウノ?)
Doppiato da: Kōhei Amasaki
Ragazzo che lavora come supporto e messaggero. Ammira Mika.
Ride Mass (ライド・マッス?, Raido Massu)
Doppiato da: Mutsumi Tamura
Membro dalla lingua tagliente.
Yamagi Gilmerton (ヤマギ・ギルマトン?, Yamagi Girumaton)
Doppiato da: Sōma Saitō
Addetto per la manutenzione degli equipaggiamenti.
Nady Yukinojo Kassapa (ナディ・雪之丞・カッサパ?, Nadi Yukinojō Kassapa)
Doppiato da: Atsushi Ono
Abile meccanico della ex-CGS, uno dei pochi adulti sopravvissuti e per questo spesso fa da padre ai ragazzi, nonostante il suo a volte caratteraccio.
Atra Mixta (アトラ・ミクスタ?, Atora Mikusuta)
Doppiata da: Hisako Kanemoto
Timida ragazza amica d'infanzia di Mika. Lavorava prima in un bordello come aiutante con condizioni degradanti, poi al banco del mercato di Chryse. Si unisce alla brigata e lavora come cuoca. Ha una cotta per Mikazuki e fa amicizia con Kudelia.
Dexter Culastor (デクスター・キュラスター?, Dekusutā Kyurasutā)
Doppiato da: Akinori Egoshi
Contabile della Brigata, uno dei primi disertori della CSG. Rimane poi su Marte per trovare i finanziamenti necessari, fino all'unione con Teiwaz.

### Chryse Guard Security (CGS)
Chryse Guard Security (クリュセ・ガード・セキュリティ?, Kuryuse Gādo Sekyuriti) è una società di sicurezza private di Chryse. Sciolta a riformata come Brigata Tekka.
Maruba Arkay (マルバ・アーケイ?, Maruba Ākei)
Doppiato da: Katsuhisa Hōki
Presidente della CGS. Uomo codardo e subdolo che durante l'attacco di Gjallarhorn fugge con buona parte del denaro della CSG. Dopo gli eventi giura vendetta contro la Brigata Tekka, assumendo Teiwaz ma il suo piano viene neutralizzato con facilità da Orga. Viene poi costretto da Turbine a lavorare duramente per ripagare il suo debito.
Todo Milkonen (トド・ミルコネン?, Todo Mirukonen)
Doppiato da: Yutaka Aoyama
Comandante della sezione "Rifiuti umani" della CGS. Dopo la rivolta del gruppo inizialmente si unisce a Orga ma poi lo tradisce portando la brigata verso un attacco di Gjallarhorn, con cui aveva fatto accordi.
Haeda Gunnel (ハエダ・グンネル?, Haeda Gunneru)
Doppiato da: Taro Yamaguchi
Comandante della prima sezione della CGS, ucciso da Mika.
Danji Eirei (ダンジ・エイレイ?)
Doppiato da: Daiki Yamashita
Membro della "Rifiuti umani" della CGS, morto durante un attacco di Gjallarhorn.
Sasai Yankus (ササイ・ヤンカス?, Sasai Yankasu)
Doppiato da: Masashi Nogawa
Membro della prima sezione della CGS, ucciso da Mika mentre cercava di attaccare Orga.

### Chryse
Città marziana, governata da molto tempo da Arbrau. Vuole l'indipendenza per via della corruzione terrestre, dal loro controllo autoritario e dai rapporti economici in loro favore.
Kudelia Aina Bernstein (クーデリア・藍那・バーンスタイン?, Kūderia Aina Bānsutain)
Doppiata da: Yuka Terasaki
Figlia del Primo Ministro. Dopo aver visto il degrado della città, la povertà dei suoi abitanti e la violenza di Gjallarhorn, inizia a lottare per l’indipendenza di Marte, chiedendo aiuto alla brigata. Il rapporto con loro è inizialmente freddo ma col tempo i legami migliorano. Dopo gli eventi di Dort la sua popolarità con la gente di Marte ma anche delle colonie aumenta diventando un simbolo dell’indipendenza ma aumentando anche le minacce di Gjallarhorn e di Nobliss Gordon.
Fumitan Admoss (フミタン・アドモス?, Fumitan Adomosu)
Doppiata da: Yumi Uchiyama
Fedele servitrice di Kudelia da quanto era bambina. Segue Kudelia nel suo viaggio verso la Terra ma è in realtà una spia di Nobliss Gordon, comunicandogli le informazioni sui piani di brigata. Durante la rivolta della colonia Dort abbandona Kudelia alle truppe di Gjallarhorn, per poi ripensandoci e proteggendola, morendo sotto i colpi di cecchini.
Norman Bernstein (ノーマン・バーンスタイン?, Nōman Bānsutain)
Doppiato da: Hiroyuki Kinoshita
Padre di Kudelia e Primo Ministro di Chryse. Debole politico, tanto da rivelare la posizione di sua figlia a Gjallarhorn.
Tomomi Bernstein (朋巳・バーンスタイン?, Tomomi Bānsutain)
Doppiato da: Misa Watanabe
Madre di Kudelia.
Cookie Griffon (クッキー・グリフォン?, Kukkī Gurifon) e Cracker Griffon  (クラッカー・グリフォン?, Kurakkā Gurifon)
Doppiate da: Yuki Kuwahara e  Sayaka Senbongi
Sorelle gemelle di Biscuit. Vivono con la nonna nella sua fattoria.
Sakura Pretzel (桜・プレッツェル?, Sakura Purettsueru)
Nonna di Biscuit e delle gemelle.

### Gjallarhorn
Gjallarhorn (ギャラルホロン?, Gyararuhoron) è un'organizzazione militare, sotto il controllo dei quattro blocchi di potere terrestre per mantenere la pace. Nata per terminare la Calamity War, ha creato anche il sistema Alaya Vijnana e i Gundam Frames. Col tempo però, i nobili intenti originari si sono trasformati in corrotti e violenti modi per mantenere lo status quo delle superpotenze, sia sulla Terra e nello spazio.
McGillis Fareed (マクギリス・ファリド?, Makugirisu Farido)
Doppiato da: Takahiro Sakurai
Giovane ufficiale di Gjallarhorn, in visita su Marte per un'ispezionare del quartier generale. Figlio di Iznario Fareed e una sua amante, la famiglia è una delle "Seven Stars" (le famiglie che controllano Gjallarhorn). Serio e molto professionale, odia nel profondo Gjallarhorn e il suo stato attuale ed è deciso a fare pulizia, manipolando alleati e nemici. Per questo aiuta segretamente Kudelia e la brigata, mascherando il suo aspetto e usando l'alias Montag (モンターグ?, Montāgu). Scoperto da Mikazuki, rivela i suoi veri obiettivi, promettendo a loro aiuto ma anche minacciandoli se la sua identità fosse scoperta. Pianifica l'assassinio di Carta, uccide l'amico Gaelio e tradisce Gjallarhorn.
Gaelio Bauduin (ガエリオ・ボードウィン?, Gaerio Bōdouin)
Doppiato da: Masaya Matsukaze e Megumi Han (bambino)
Ufficiale di Gjallarhorn, erede della prestigiosa famiglia Bauduin e scorta di McGillis. Suo futuro cognato, sa bene le condizioni di organizzazione ma non è interessato a cambiare le cose. Dispregia chi usa il sistema Alaya-Vijnana e odia la brigata Tekka. È un abile pilota, anche se impulsivo e guida il Gundam Kimaris. Scopre la vera identità di Montag e furioso, cerca di ucciderlo, finendo ad essere lui a morire.
Iznario Fareed (イズナリオ・ファリド?, Izunario Farido)
Doppiato da: Shō Hayami
Padre di McGillis e alto rango di Gjallarhorn. Ha un rapporto freddo con il figlio.
Almiria Bauduin (アルミリア・ボードウィン?, Arumiria Bōdouin)
Doppiato da: Ai Kakuma
Bambina di dieci anni e sorella di Gaelio. Tramite un matrimonio combinato per potenziare le due famiglie, è la futura sposa di McGillis.
Carta Issue (カルタ・イシュー?, Karuta Ishū)
Doppiata da: Kikuko Inoue
Comandante di Gjallarhorn dell'orbita terrestre (ruolo più cerimoniale che effettivo). Membro di una delle "Seven Stars", ha severi e rigidi codici di condotta, per dimostrare la sua capacità e della sua squadra a tutto Gjallarhorn. Amica'infanzia di McGillis e Gaelio, ora ritiene i due noiosi avversari, anche se ha sentimenti verso il primo. Sconfitta due volte dalla brigata Tekka e uccisa da Mikazuki, vendicando così la morte dell'amico Biscuit.
Ein Dalton (アイン・ダルトン?, Ain Daruton)
Doppiato da: Yuuma Uchida
Pilota di Mobile Suit alle prime armi di Gjallarhorn. Per metà è marziano e per questo viene disprezzato dai suoi colleghi. Dopo la morte di Crank, suo idolo, giura vendetta contro la brigata Tekka. Salva due volte la vita di Gaelio, anche se con pesanti ferite. Per continuare la vendetta si far impiantare il sistema Alaya-Vijnana, diventando molto abile quanto mentalmente instabile. Viene ucciso da Mikazuki.
Crank Zent (クランク・ゼント?, Kuranku Zento)
Doppiato da: Yasuhiro Mamiya
Veterano pilota di Mobile Suit di Gjallarhorn, uomo pluridecorato e d'onore. Scioccato che la ribellione della GCS è stata fatta da bambini e ragazzini, tenta sotto ordine di Gjallarhorn di eliminare ogni prova ma alla fine propone un duello contro il Barbatos. Sconfitto e mortalmente ferito, chiede a Mikazuki di dargli un colpo di grazia.
Coral Conrad (コーラル・コンラッド?, Kōraru Konraddo)
Doppiato da: Hiroshi Yanaka
Comandante del ramo marziale di Gjallarhorn. Ucciso da Mikazuki durante la fuga di Tekka nell'orbita marziale.
Orlis Stenger (オーリス・ステンジャ?, Ōrisu Sutenja)
Doppiato da: Ryuichi Kijima
Un comandante della squadra dei Mobile Suit di Gjallarhorn. Ucciso da Mikazuki durante la rivolta della CGS.

### Teiwaz
Società d'affari che opera vicino Giove, gestita quasi come una banda della yakuza. È in grado sotto pagamento di arrivare qualcosa cosa o persona sulla Terra, senza il controllo di Gjallarhorn. Grazie al patto di sangue tra Orga e Turbine, Tekka e Teiwaz sono diventate affiliate, aiutando la prima ad arrivare sulla Terra.
McMurdo Barriston (マクマード・バリストン?, Makumādo Barisuton)
Doppiato da: Unshō Ishizuka
Leader di Teiwaz, vive nella base principale "Saisei". Aiuta la missione di Kudelia in cambio di metà dei diritti minerari del Half Metal di Marte e vedendo in lei un possibile cambiamento nelle gerarchia del sistema solare e nel ruolo di Gjallarhorn e fare più profitti per Teiwaz.
Naze Turbine (名瀬・タービン?, Nase Tābin)
Doppiato da: Kōsuke Toriumi
Rappresente di McMurdo, capo dei "Turbine" e capitano della nave Hammerhead. Ha più mogli e molti figli. Prende la brigata Tekka e in particolare Orga in simpatia, per poi fare un giuramento di sangue con lui. Segue poi Tekka nel loro viaggio verso la Terra.
Amida Arca (アミダ・アルカ?, Amida Aruka)
Doppiata da: Atsuko Tanaka
Una delle mogli di Naze e pilota di Teiwaz ed è il suo braccio destro.
Lafter Frankland (ラフタ・フランクランド?, Rafuta Frankurando)
Doppiata da: Yōko Hikasa
Una delle mogli di Naze e pilota di Teiwaz. Allena Mikazuki e Akihiro.
Azee Gurumin (アジー・グルミン?, Ajī Gurumin)
Doppiata da: Sachi Kokuryu
Una delle mogli di Naze e pilota di Teiwaz.
Merribit Stapleton (メリビット・ステープルトン?, Meribitto Sutēpuruton)
Doppiata da: Rie Tanaka
Civile che incontra Orga e Mikazuki su Saisei. Si unisce alla brigata per controllare il loro operato su ordine di Teiwaz e diventa poi medico di base.

### Brewers
Gruppo di pirati spaziali che opera tra Terra e Marte, attaccando navi cargo e rapinando bambini per farne diventare e venderli "Rifiuti Umani", cioè schiavi per lavorare o piloti di Mobile Suit per missioni pericolose. Gjallarhorn li assume per fermare il gruppo di Kudelia. Sconfitti due volte da Tekka e i Turbine, i loro Gundam e i sopravvissuti si uniscono alla brigata per la battaglia sulla Terra.
Kudal Cadel (クダル・カデル?, Kudaru Kaderu)
Doppiato da: Yoshinori Fujita
Brewer, pilota del Gundam Gusion. Crudele, violento e sadico nei combattimenti e verso i suoi sottoposti, minacciandoli di morte in caso di errore. Ucciso da Mikazuki.
Masahiro Altland (昌弘・アルトランド?, Masahiro Arutorando)
Doppiato da: Seiichirō Yamashita
Pilota, fratello minore di Akihiro, separati da bambini dall'attacco dei pirati. Diventa un "rifiuto umano", è ha una personalità pessimista. Incontra il fratello in combattimento ma crede che lui lo abbia dimenticato e sostituito dalla brigata e che non conosce la vita da "rifiuto". Muore sacrificandosi per salvare Akihiro dall'attacco di Cadel.
Brooke Kabayan (ブルック・カバヤン?, Burukku Kabayan)
Doppiato da: Taketora
Leader dei Brewers.

### Terra
È divisa in quattro blocchi mondiali.
- Arbrau: Russia, Canada, Alaska e i territori non-europei del circolo polare artico. La capitale e il parlamento sono a Edmonton, Canada. Controlla Chryse ed è il primo blocco mondiale a dare parziale autonomia alle colonie marziali.
- Strategic Alliance Union (SAC): Tutto il continente americano nord, centro e sud, eccetto il Canada.
- Oceanian Union: Cina, Giappone, Corea, sud-est asiatico, Indonesia, Australasia, India.
- African Union: Africa, Europa, Medio Oriente, Pakistan.

Togonosuke Makanai (蒔苗 東護ノ介?, Makanai Tougonosuke)
Doppiato da: Mugihito
Ex Primo Ministro di Arbrau, costretto a esiliare nei confini dell'Oceanian Union. Chiede alla brigata Tekka di scontarlo al parlamento a Edmonton e aiuta Kudelia nel suo discorso dell'autonomia marziale, il tutto per essere rieletto.
Henri Fleurs (アンリ・フリュウ?, Anri Furyuu)
Doppiata da: Yoko Soumi
Parlamentare di Arbrau, intenzionata a diventare Primo Ministro. È alleata con Iznario Fareed ma il discorso di Kudelia e l'aiuto di Togonosuke mandano in aria i suoi piani.

### Altri
Nobliss Gordon (ノブリス・ゴルドン?, Noburisu Gorudon)
Doppiato da: Katsumi Chō
Leader di GN Trading, ricco uomo d'affari e uno dei sponsor di Kudelia ma in realtà vuole usarla come miccia e sacrificio delle rivoluzioni delle colonie Dort. È in affari con McMurdo Barriston.
Orcus (オルクス?, Orukusu)
Doppiato da: Kenji Nomura
Presidente della Orcus Company, ditta di trasporti tra Marte e Terra. Aiuta inizialmente Kudelia a scortarla fino alla Terra ma la tradisce, dando i dati di rotta a Gjallarhorn.
Savarin Canule (サヴァラン・カヌーレ?, Savaran Kanūre)
Doppiato da: Daisuke Hirakawa
Fratello maggiore di Biscuit, lavora per la Dort Company, colonia dell'African Union. Ha lasciato la famiglia su Marte per fare fortuna. Per informazioni false dategli dai suoi superiori vede Kudelia e Tekka una minaccia per la colonia e i suoi amici lavoratori ma decide comunque di fare da intermediario. L'interferenza e i piani di Gjallarhorn dà l'inizio delle rivolte: per finire la rivoluzionare tenta di consegnare Kudelia ma peggiora solo la situazione. Ritenendosi colpevole delle morti dei suoi amici, si suicida.
Navona Mingo (ナボナ・ミンゴ?, Nabona Mingo)
Doppiato da: Mitsuru Ogata
Leader dei lavoratori di una colonia di Dort, accoglie Kudelia vedendo in lei un forte simbolo e speranza per il futuro. Costretto da un raid fallito dalle forze armate di Gjallarhorn contro il suo gruppo, dà l'inizio alle rivolte della colonia ma viene attaccato e ucciso insieme ad altri molti compagni.

## Episodi
| Nº | Titolo italiano Giapponese 「Kanji」 - Rōmaji                     | In onda          | In onda |
| Nº | Titolo italiano Giapponese 「Kanji」 - Rōmaji                     | Giapponese       |         |
| 1  | Il ferro e il sangue 「鉄と血と」 - Tetsu to Chi to               | 4 ottobre 2015   |         |
| 2  | Barbatos 「バルバトス」 - Barubatosu                              | 11 ottobre 2015  |         |
| 3  | Morte gloriosa 「散華」 - Sange                                   | 18 ottobre 2015  |         |
| 4  | Il valore della vita 「命の値段」 - Inochi no Nedan               | 25 ottobre 2015  |         |
| 5  | Al di là del cielo rosso 「赤い空の向こう」 - Akai Sora no Mukō   | 1º novembre 2015 |         |
| 6  | Riguardo a loro 「彼等について」 - Karera ni Tsuite               | 8 novembre 2015  |         |
| 7  | Caccia alla balena 「いさなとり」 - Isanatori                     | 15 novembre 2015 |         |
| 8  | La forma della vicinanza 「寄り添うかたち」 - Yorisō Katachi      | 22 novembre 2015 |         |
| 9  | Coppa di sake 「盃」 - Sakazuki                                   | 29 novembre 2015 |         |
| 10 | Una lettera dal domani 「明日からの手紙」 - Ashita Kara no Tegami | 6 dicembre 2015  |         |
| 11 | Rifiuti umani 「ヒューマン・デブリ」 - Hyūman Deburi              | 13 dicembre 2015 |         |
| 12 | Scogli sommersi 「暗礁」 - Anshō                                  | 20 dicembre 2015 |         |
| 13 | Marcia funebre 「葬送」 - Sōsō                                    | 27 dicembre 2015 |         |
| 14 | L'arca della speranza 「希望を運ぶ船」 - Kibō o Hakobu Fune       | 10 gennaio 2016  |         |
| 15 | Una scia di impronte 「足跡のゆくえ」 - Ashiato no Yukue          | 17 gennaio 2016  |         |
| 16 | Fumitan Admoss 「フミタン・アドモス」 - Fumitan Adomosu           | 24 gennaio 2016  |         |
| 17 | La decisione di Kudelia 「クーデリアの決意」 - Kūderia no Ketsui  | 31 gennaio 2016  |         |
| 18 | Voce 「声」 - Koe                                                 | 7 febbraio 2016  |         |
| 19 | La gravità dei desideri 「願いの重力」 - Negai no Jūryoku         | 14 febbraio 2016 |         |
| 20 | Compagni 「相棒」 - Aibō                                          | 21 febbraio 2016 |         |
| 21 | Un luogo a cui tornare 「還るべき場所へ」 - Kaeru beki Basho e    | 28 febbraio 2016 |         |
| 22 | Senza poter ancora tornare 「まだ還れない」 - Mada Kaerenai       | 6 marzo 2016     |         |
| 23 | L'ultima menzogna 「最後の嘘」 - Saigo no Uso                     | 13 marzo 2016    |         |
| 24 | Ricompensa futura 「未来の報酬」 - Mirai no Hōshū                 | 20 marzo 2016    |         |
| 25 | La brigata Tekka 「鉄華団」 - Tekkadan                            | 27 marzo 2016    |         |

## Media

### Anime
Prodotta da Sunrise, la serie è diretta da Tatsuyuki Nagai, mentre il soggetto è stato scritto da Mari Okada (lo stesso duo responsabile di Toradora! e Ano Hana). Il character design originale è di Yu Ito, adattato per l'animazione da Michinori Chiba. La colonna sonora è composta da Masaru Yokoyama.
Il mecha design è opera di Naohiro Washio, Kanetake Ebikawa, Ippei Gyobu, Kenji Teraoka e Tamotsu Shinohara, animato da Masami Ōbari.
Una seconda stagione è stata annunciata alla fine del 25º episodio della prima. Il primo episodio della seconda stagione è stato trasmesso il 2 ottobre 2016.
Sigle di apertura
- Raise Your Flag, cantata dai Man with a Mission (1ª stagione ep. 1-13)
- Survivor, cantata da Blue Encount (1ª stagione, ep. 14-25)
- RAGE OF DUST, cantata da Spyair (2ª stagione, ep. 1-13)
- Fight, cantata da KANA-BOON (2ª stagione, ep. 14-25)

Sigle di chiusura
- Orphans no Namida (オルフェンズの涙? lett. "Le lacrime degli orfani"), cantata da Misia e scritta da Shirō Sagisu (1ª stagione, ep. 1-13)
- STEEL -Tekketsu no Kizuna- (STEEL-鉄血の絆-? lett. "STEEL -Legami di ferro e sangue-"), cantata da TRUE (1ª stagione, ep. 14-25)
- Senka no Tomoshibi (戦火の灯火? lett. "Lampade di guerra"), cantata da Yuko Suzuhana (1ª stagione, ep.19)
- Shōnen no Hate (少年の果て? lett. "La fine dell'infanzia") cantata da Granrodeo (2ª stagione, ep. 1-??)

### Manga
Un adattamento dell'anime è in corso dal 26 ottobre 2015 sulla rivista Gundam Ace. A disegnarla è Kazuma Isobe. Una serie gaiden intitolata Kidō Senshi Gandamu Tekketsu no Orufenzu Gekkō è pubblicata sempre su Gundam Ace dal 26 aprile 2016.